# أغوستينو كايتانو
أغوستينو كايتانو (بالبرتغالية: Agostinho Caetano) هو لاعب كرة قدم برتغالي في مركز الهجوم، ولد في 9 ديسمبر 1966 في بينفايل في البرتغال. شارك مع منتخب البرتغال لكرة القدم. أما مع النوادي، فقد لعب مع نادي بورتو.

## وصلات خارجية
- أغوستينو كايتانو على موقع قاعدة بيانات كرة القدم.إي يو (الإنجليزية)
- أغوستينو كايتانو على موقع ناشيونال فوتبول تيمز (الإنجليزية)
- أغوستينو كايتانو على موقع عالم كرة القدم.نت (الإنجليزية)